# Luciano Castillo Colonna
Luciano Castillo Colonna (La Huaca, Paita, Perú, 23 de febrero de 1899 - Lima, 22 de diciembre de 1981) fue un abogado, escritor, catedrático y político peruano, fundador del Partido Socialista del Perú, del que fue jefe hasta su fallecimiento.
Castillo fue líder estudiantil en los años que siguieron a la Reforma Universitaria de Córdoba de 1918. Años después, ocupó el cargo de Senador de la República, y aspiró llegar a la Presidencia del Perú en las elecciones generales del Perú de 1962 y en las elecciones generales del Perú de 1980. Previamente ocupó los cargos de miembro de la Cámara de Diputados y Congresista Constituyente.

## Primeros años y educación
Su padre fue Luciano Castillo Vásquez, uno de los fundadores del Partido Constitucional o cacerista; y su madre, Felícita Colonna Lozano, fue maestra de escuela.
Cuando tenía tres años, sus padres se trasladaron a Paita, donde fijaron su residencia, dedicándose su padre al abastecimiento de barcos que pasaban por el puerto. Ingresó a una escuela fiscal de Paita, de la cual fue retirado por sus padres, debido al trabajo antipedagógico que un maestro imprimía en sus enseñanzas.
A los doce años ingresó a la Escuela Náutica de Paita, pero al ser cerrada esta por el gobierno ante la falta de fondos para su mantenimiento, Luciano marchó a Trujillo, en el departamento de La Libertad, donde residía su hermana María Martina Castillo, matriculándose en la Sección Comercial del Colegio Nacional San Juan de Trujillo, el cual era dirigido entonces por el poeta Juan de Dios Lora y Cordero. Al final de sus estudios, por su aprovechamiento y conducta, obtuvo medalla de oro.

## Líder estudiantil
Culminados sus estudios escolares, decidió estudiar la carrera de leyes e ingresó a la Universidad Nacional de Trujillo. Por esos años, estableció contacto con los movimientos anarquistas de los trabajadores del azúcar y de los artesanos de "Luz y Fuerza", que eran los sectores más organizados y progresistas de la región. Simultáneamente ejerció la docencia en el Colegio Nacional San Juan de Trujillo y trabajó como redactor del diario La Libertad.
Fue presidente del Centro de Estudiantes de la Universidad Nacional de Trujillo. En 1923, con la llegada de los ecos de la Reforma Universitaria iniciada en la Universidad Nacional de Córdoba en Argentina, fue expulsado conjuntamente con otros 23 estudiantes por participar y liderar el movimiento de Reforma Universitaria en la casa de estudios mencionada.
En 1925 es admitido en la Facultad de Derecho de la Universidad de San Marcos en Lima, luego que los alumnos de este centro de estudios solicitaran su ingreso.
Fue vicepresidente de la Federación de Estudiantes del Perú en 1925 y Presidente de la misma en 1926. Se graduó de bachiller en Derecho en 1927 con la tesis llamada «Una institución que debe desaparecer, definitivamente, de los sistemas penales actuales: La pena de muerte», recibiéndose como abogado.

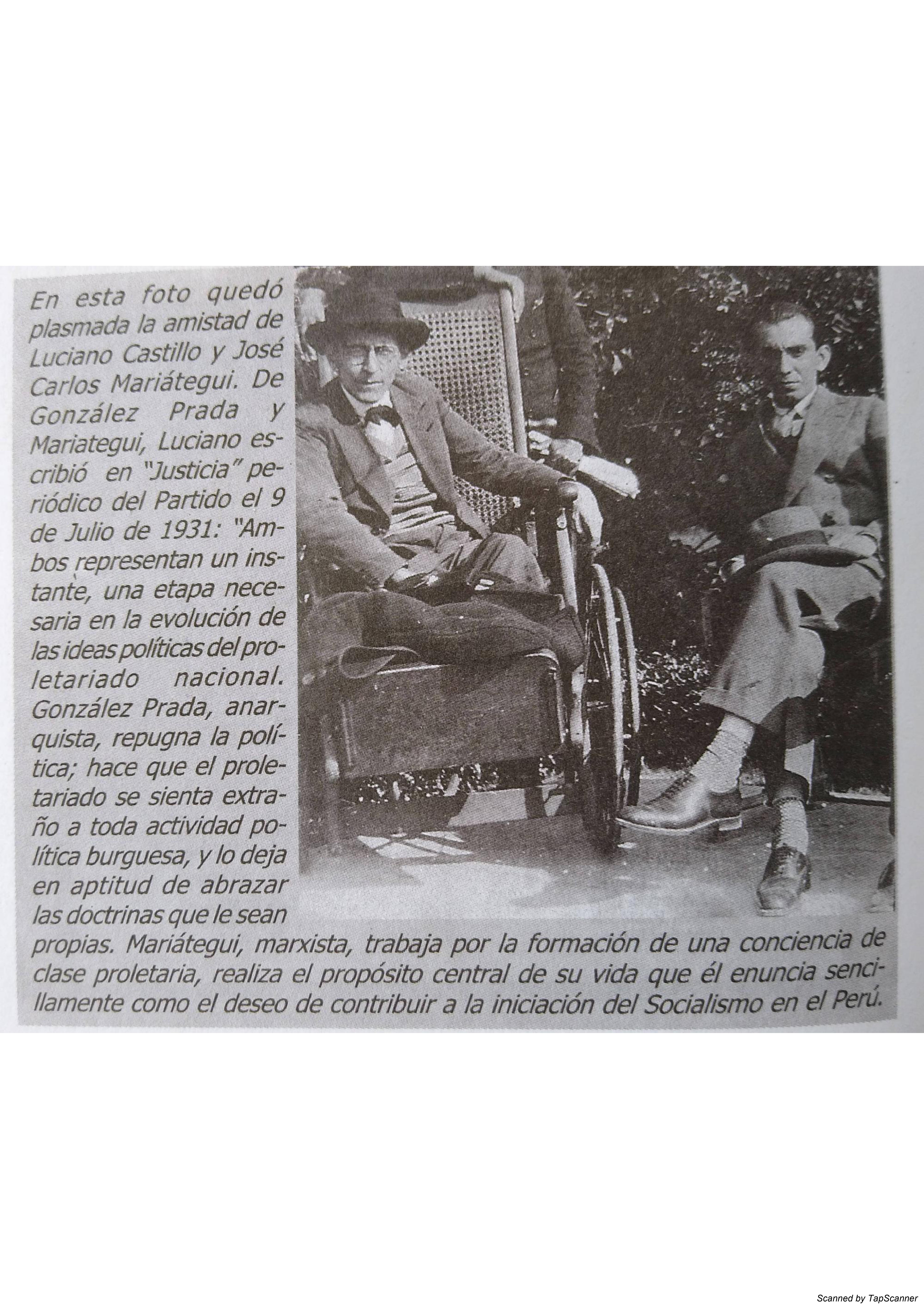
Amistad de Luciano Castillo y José Carlos Mariátegui.

## Carrera política
Castillo formó parte del comité organizador del naciente Partido Socialista Peruano, fundado por José Carlos Mariátegui, el 16 de septiembre de 1928. En marzo de 1930 abandonó el partido, debido a que un grupo mayoritario acordó renombrarlo como Partido Comunista Peruano.
Cuando, tras la muerte de Mariátegui, Eudocio Ravines subió a la secretaría general del partido y formalizó el cambio de nombre, Castillo, junto con Fernando Chávez León y Teodomiro Sánchez Novoa, fundó en Paita, el 18 de octubre de 1930, el Partido Socialista del Perú, de vertiente socialdemócrata. Editó las publicaciones El Socialista y Justicia como voceras de su agrupación.

### Congresista Constituyente (1931)
Estableciendo Talara como el bastión de su partido político y contactos con los trabajadores petroleros de la zona, Castillo fue elegido miembro del Congreso Constituyente de 1931. Durante su mandato presentó, junto a los representantes socialistas, el primer proyecto de ley para normar el yanaconaje, aprobado sin debate el 30 de setiembre de 1933. Aunque nunca llegó a promulgarse por el veto del presidente Óscar Benavides, la norma fue precursora de la ley de yanaconaje de 1947 y de la ley de reforma agraria de 1969.
El Congreso Constituyente sesionó hasta 1936, tras lo cual Castillo fue desterrado a México. Allí laboró como profesor de Economía Política en la Universidad Autónoma de México.

### Diputado por Piura (1945-1948)
De vuelta en el Perú, fue elegido diputado por la provincia de Piura en 1945. Su participación legislativa despertó uno de los primeros debates de carácter político y técnico sobre la participación de los trabajadores en las utilidades de las empresas al presentar un proyecto de ley planteando la implementación del artículo 45.º de la Constitución vigente en ese momento. El 25 de octubre de 1946, 67 años después del Combate de Angamos, Castillo presenta el proyecto de ley que confirma el ascenso al grado de Almirante al entonces fallecido Contralmirante de la Armada don Miguel Grau Seminario, iniciativa aprobada el mismo día en ambas Cámaras Legislativas y promulgada como la Ley N.º 10689 por el presidente José Luis Bustamante y Rivero al día siguiente.
Tras no culminar su periodo debido al golpe de Estado de Manuel Odría en 1948, asumió en 1949 como catedrático de Economía Política en la Facultad de Derecho de San Marcos a instancias del alumnado sanmarquino.

### Senador por Piura (1950-1956)
Fue elegido senador por el departamento de Piura para el periodo 1950-1956.

## Candidato presidencial
Castillo intentó presentarse como candidato a la presidencia de la República en 1956, pero no llegó a ser inscrito al no alcanzar numéricamente el respaldo ciudadano requerido por la ley electoral. Logró al fin su inscripción cinco años más tarde para las elecciones de 1962, pero solo obtuvo 16.776 votos, quedando en quinto lugar de siete candidatos.
Dieciocho años después, volvió a postular a la presidencia por segunda y última vez en 1980, a los 81 años de edad, obteniendo apenas 8.714 votos y quedando en el último lugar de quince candidatos.

## Últimos años y fallecimiento
Posteriormente, Castillo se dedicó a brindar conferencias y publicar comunicados partidistas contra el imperialismo norteamericano, a favor de los derechos humanos y en defensa de la libertad sindical.
Falleció en Lima el 22 de diciembre de 1981. En 1994, de forma póstuma, la Municipalidad de Paita otorgó a Castillo la Medalla de la Ciudad.

## Vida personal
Castillo estuvo casado con María Cabredo Ríos, también catedrática de Economía y Finanzas de San Marcos, quien emprendió una labor reivindicativa de sus escritos y asumió el liderazgo del Partido Socialista del Perú tras la muerte de su esposo. Cabredo postuló sin éxito a la alcaldía de Lima en 1983 y a la presidencia de la República en 1985, convirtiéndose en la primera mujer en el Perú que buscó materializar sus aspiraciones presidenciales, pese a que no logró la inscripción de su fórmula. Luego de su paso por la política, Cabredo se dedicó a labores académicas y desempeñar distintas posiciones honoríficas, llegando a ser convocada por la ONU para integrar la delegación peruana a la Conferencia Mundial sobre la Mujer de 1995 en Pekín.

## Libros y publicaciones
- Economía moderna: normas, problemas, teoría. Luciano Castillo. Lima, 1971.
- Finanzas públicas: ciencia financiera, derecho financiero, derecho tributario. Luciano Castillo. Lima, 1972